# Кумарин, Валентин Васильевич
Валенти́н Васи́льевич Кума́рин (25 апреля 1928 года, Княжеверятино, Тамбовская область — 14 июля 2002 года, Москва) — советский и российский педагог и публицист, один из последователей А. С. Макаренко, один из ведущих учёных-макаренковедов своего времени. Доктор педагогических наук с 1986 года, профессор. Член Союза журналистов СССР.

## Детство и юность
Валентин Васильевич — уроженец деревни Княжеверятино Тамбовской области. Детство кончилось с началом войны. В учёбе при этом всегда показывал блестящие успехи. После школы — военно-морское училище: офицер 4-го ВМФ СССР (застал последние месяцы Войны на Балтике). Старшим лейтенантом уволился в запас. Экстерном окончил факультет иностранных языков Орехово-Зуевского педагогического института. Собирался стать переводчиком, но «случайно» попавшая в руки «Педагогическая поэма» А. С. Макаренко круто изменила его судьбу.
После окончания педагогического института В. В. Кумарин (по собственной инициативе) стал учителем в сельской школе-интернате в селе Уварово Владимирской области. В дальнейшем, став директором детского дома, внедрил методику Макаренко в учреждении. Через полгода об успехах обучения воспитанников в начале 1959 года вышла радиопередача, которую услышала Галина Стахиевна Макаренко, вдова А. С. Макаренко. Она познакомилась с Кумариным и через небольшое время предложила Валентину Васильевичу приехать на дачу Макаренко в подмосковное Болшево (известное также как место одной из первых трудовых коммун в СССР под руководством М. С. Погребинского) для совместного разбора огромного личного архива А. С. Макаренко, обосновав важность систематизации архива мужа. Многие материалы архива оказалось возможным обнародовать только после Перестройки, поскольку в них встречались язвительные замечания по поводу отдельных партийных работников и партии большевиков в целом. Поскольку работа по систематизации архива А. С. Макаренко выполнялась Кумариным на общественных началах, Галина Стахиевна подыскала ему место учителя немецкого языка в одной из близлежащих школ.
В 1961 году В. В. Кумарин поступил в аспирантуру НИИ теории и истории педагогики АПН СССР, с 1962 по 1965 годы работал редактором в журнале «Народное образование», в 1965—1998 годах работал научным сотрудником, с перерывами занимал должности заведующего отделами и лабораториями в системе АПН СССР.
В 1975—1980 годах заведовал отделом нравственного воспитания в НИИ педагогики Украины.

## Научная работа по макаренковедению
Обе диссертации В. В. Кумарина защищены по творчеству А. С. Макаренко. Автореферат кандидатской диссертации (1968 г.) по теме «Теория А. С. Макаренко и пути её эффективного применения в современной школе» стал основанием для первого президента АПН СССР Владимира Михайловича Хвостова назначить Валентина Васильевича Кумарина руководителем группы референтов, а затем и учёным секретарём Президиума АПН (1969—72 гг.);
Первой же работой, выполненной В. В. Кумариным в этом качестве, стал проект школы-комплекса с учётом природосообразных особенностей обучения. Основное положение проекта — воспитание в школе становится крайне затруднительным, если размер коллектива превышает границу примерно в 600 человек, за которой обычному человеку — директору — уже невозможно, в частности, знать всех учеников по именам (педагоги знают, что это значит). Вместо линейного увеличения школьного здания, когда в нём старались уместить 800, 1000, 1300 учащихся, В. В. Кумарин предложил школу-комплекс, разделённую на несколько корпусов-коллективов с общей столовой и актовым залом, каждый из корпусов при этом не превышал обусловленную природой величину. Замысел был поддержан президентом АПН, но министр (тогда ещё) просвещения СССР встретил его отказом. Тогда В. В. Кумарин по представлению В. М. Хвостова был командирован в Центральный институт педагогики ГДР и выступил по соответствующей теме от имени последнего.
Учёные ГДР отнеслись к предложению исключительно по-деловому. Два раза В. В. Кумарин был принят по этому вопросу Маргот Хонеккер, а вскоре уже специалисты из управления архитектуры и строительства выпытывали у него мельчайшие педагогические подробности. Ровно через год (в 1971 г.) первая школа-комплекс была построена в небольшом городке Котбусе (97 км от Берлина). В 1972 году, изучив сведения с мест о достоинствах предложенного изобретения, Маргот Хонеккер издала приказ, предписывавший во всех округах рассчитывать школьное здание не больше, чем на 600 человек, а если детей больше, то строить школу-комплекс. Самый большой комплекс — из 4-х автономных школ — В. В. Кумарину показали в 1977 году в новом микрорайоне Лихтенсхаген главного портового города бывшей ГДР Ростока.
Защита В. В. Кумариным докторской диссертации (1986 г.) по теме «Методологические проблемы теории воспитания в трудах А. С. Макаренко» самобытностью и неожиданностью видения автором методологических проблем теории воспитания А. С. Макаренко вызвала небывалую по накалу и продолжительности полемику в научной среде. И это не удивительно, ведь В. В. Кумарин, вслед за А. С. Макаренко, чётко разделил воспитание и учёбу в школе, показал, что это два принципиально разных педагогических явления и осуществляться они должны, соответственно, по-разному. Учёба — средствами изобретённой ещё Я. А. Коменским классно-урочной системы, а воспитание — созданием объединённого общей целью, общим делом и общей ответственностью коллектива с насыщенными горизонтальными связями, которые можно создать только на основе настоящего участия воспитанников в соуправлении таким коллективом. Истинное воспитание, напоминал проф. Кумарин, — это не благотворительные рассказы о существовании честности, мужества и иных добродетелей, а выработка устойчивых привычек положительного поведения в таком коллективе, в котором иначе жить просто нельзя.
Научные доводы профессора, как и многочисленные примеры их претворения в жизнь (С. Т. Шацкий, М. С. Погребинский, А. С. Макаренко, за ними — С. А. Калабалин, А. Г. Явлинский, сам В. В. Кумарин и многие другие в СССР, Джон Дьюи — в США, Георг Кершенштейнер — в Германии) были и остаются неопровержимыми, но столь же невозможным многим оказалось признать их правоту, в том числе поскольку в этом случае кому-то пришлось бы нести личную ответственность за признанный огромный моральный, физический и хозяйственный ущерб как согражданам, так и государству в целом.
Последние 10 лет жизни предметом исследования учёного стало обоснование методологических основ педагогики на основе классического наследия, изучения кризисных явлений педагогической практики, развенчание педагогических шаблонов и догм. На этом пути автор узнал и цензурные преследования (к примеру, его уже отпечатанная в Киеве книга «Теория трудового коллектива в трудах А. С. Макаренко» была изъята и почти весь выпуск, кроме нескольких книг, успевших поступить в центральные библиотеки страны, уничтожен), и неадекватную реакцию руководства из-за расхождения во взглядах на педагогическую науку и школьную практику.
Энциклопедическая эрудиция, широкое знание педагогической литературы, библиотека педагогической и общекультурной публицистики, собранная за годы работы на педагогическом поприще, становились фактографической основой всех публикаций Валентина Васильевича. Им оставлено более 200 научных книг, брошюр, статей по проблемам воспитания и обучения. Только его статьи в центральных журналах и газетах («Коммунист», «Правда», «Труд», «Советская Россия», «Литературная газета», в украинских газетах) составляют по объёму более 10 п. л. Последняя публикация в «Литературной газете» от 6 февраля 2002 года вызвала большой читательский отклик учителей и родителей.
Весной 2002 г. В. В. Кумарин продолжает общение с зарубежными коллегами из лаборатории макаренковедения в Марбурге, где его хорошо знали как сотрудника, оппонента и блестящего лектора, свободно владеющего немецким. В частности, готовит на одну из конференций заочное выступление «Песталоцци и психология» (было представлено и зачитано на немецком языке).
На лето в планах профессора — подготовка объёмной книги, в которую в единой системе должны войти многие до того разрозненные выступления автора. Валентин Васильевич напряжённо работает над ней, для ускорения работы отказывается от выезда на дачу, на свежий воздух. Однако лето 2002 г. выдалось не только жарким, но и богатым на торфяные пожары. Москва на многие недели оказалась затянутой дымкой удушливого смога. 14 июля у Валентина Васильевича случился сердечный приступ, и в тот же день он умер.
После ухода автора упомянутая рукопись была передана семьёй в журнал «Народное образование» и издана в 2004 г. небольшим тиражом под названием «Педагогика природосообразности и реформа школы». Судьба этой книги оказалась, по крайней мере внешне, не блестящей. Насыщенная фактами, написанная понятным языком, в силу своей критической направленности она, разумеется, не вошла в список пособий, которые советовали в педагогических вузах. С другой стороны, родители, депутаты и другие ответственные граждане, к которым она, собственно, и была обращена, успели составить о педагогической литературе советского и раннего постсоветского времени вполне определённое мнение, большей частью, к сожалению, оправданное, и даже не раскрывали подобные издания. Поэтому эта книга распространялась довольно долго, а с 2004 г. по н.в. (записано в 2011 г.) так и не была переиздана.

### Книги и брошюры
- Кумарин В. В. Теория коллектива в трудах А. С. Макаренко и пути её эффективного применения в современной школе : Автореферат дис. на соискание учёной степени кандидата педагогических наук. (730) / АПН СССР. Науч.-исслед. ин-т теории и истории педагогики. М., 1968. 23 с.
- Кумарин В. В. Организация школьного коллектива на основе теории А. С. Макаренко : (Анализ ошибок) : К 80-летию со дня рождения А. С. Макаренко / Дом. пропаганды АПН СССР. Науч.-исслед. ин-т теории и истории педагогики Москва, 1968. 44 с.
- Кумарин В. В. Вопросы изучения и применения в современной школе педагогической теории А. С. Макаренко / В. В. Кумарин ; НИИ общих проблем воспитания АПН СССР. Сектор воспитания в школах-интернатах и в школах с продлённым днём. Москва, 1971. 18 с. (с прим. «Для служебного пользования»).
- Кумарин В. В. Школа — центр воспитания : (Вариант школы будущего) / Подгот. В. В. Кумарин ; Акад. пед. наук СССР. НИИ общей педагогики. Москва, 1974. 15 с. (с прим. «Для служебного пользования»).
- Кумарин В. В. Теория коллектива в трудах А. С. Макаренко. К.: Вища школа, 1979. — 120 с.[6]
- Кумарин В. В. Методологические проблемы теории воспитания в трудах А. С. Макаренко : диссертация … доктора педагогических наук : 13.00.01. Москва, 1986.[7]
- Кумарин В. В. А. С. Макаренко и реформа школы / Пед. о-во РСФСР, Челяб. обл. отд-ние. Челябинск, 1987. 55 с.
- Кумарин В. В. Технология А. С. Макаренко и перестройка школы. М. : О-во «Знание» РСФСР, 1990. 43 с.
- Междисциплинарные исследования в педагогике : (Методол. анализ) / [ В. В. Краевский, В. М. Полонский, В. В. Кумарин и др.]; Под ред. В. М. Полонского; Рос. акад. образования, Ин-т теорет. педагогики и междунар. исслед. в образовании. М.: ИТПИМИО, 1994. 228 с.
- Кумарин В. В. Педагогика стандартности или почему детям плохо в школе : [арх. 8 мая 2014]. — М. : Ассоциация независимых педагогов, 1996. — 64 с. — 200 экз. — ББК 67.
- Кумарин В. В. Престижное воспитание? Проще простого! Если слушать голос Природы. М.: изд. ж-ла «Престижное воспитание», 2001 г., 172 с.
- Кумарин В. В. Педагогика природосообразности и реформа школы. М.: Народное образование, 2004, ISBN 5-87953-191-0. 264 с. Обложка и огл. книги, О книге на портале издателя.

### Как редактор, составитель, автор предисловий
- Макаренко А. С. Воспитание в советской школе / А. С. Макаренко; сост. В. В. Кумарин. — Москва: Просвещение, 1966. — 255 с. — 0.66 р.
- Макаренко А. С. Коллектив и воспитание личности / А. С. Макаренко; сост. и авт. вступ. ст. В. В. Кумарин. — Москва : Педагогика, 1972. — 334 с. : портр. — 0.68 р.
- Семейное воспитание : словарь / Ю. П. Аверичев [и др.]; ред., сост. В. В. Кумарин. — Москва : Педагогика, 1972. — 141 с. — (Библиотечка для родителей). — Библиогр.: с. 132—135. — Указ. статей: с. 136—140. — 0.28 р.
- Философы — педагогам. Формирование научного мировоззрения в процессе преподавания естественных и математических дисциплин в средней школе : [методическое пособие] / пер. с нем. Ю. С. Лебедев, ред., авт. предисл. В. В. Кумарин. — Москва : Прогресс, 1976. — 220 с. : граф. — 00.67 р.

### Статьи
- Кумарин В. В. «Государственный образовательный стандарт» за 60 лет искалечил не одно поколение Как быть и Что делать? // Народное образование, 2002, № 2.

Упавшие ссылки
- Кумарин В. В. Двое из трёх тысяч // Учительская газета, 2002, № 14
- Кумарин В. В. Устарел ли Макаренко, или что такое «новое», а что «старое»? (часть 1) // Учительская газета, 2002, № 15
- Кумарин В. В. Устарел ли Макаренко, или что такое «новое», а что «старое»? (часть 2)  // Учительская газета, 2002, № 16
- Кумарин Валентин. А винить будут учителей! Сторонники государственного стандарта в образовании ведут школу к катастрофе // Литературная газета № 5 (5865)6 −12 февраля 2002 г.
- Кумарин В. В. Реформы бессмыслицы При участии Гераклита, Демокрита, Штирнера и Ленина. Ч.1. // Учительская газета, 2002, № 17
- Кумарин В. В. Реформы бессмыслицы При участии Гераклита, Демокрита, Штирнера и Ленина/ Ч.2. // Учительская газета, 2002, № 18
- Кумарин В. В. Эффекты собственно воспитания. Из опыта работы А. С. Макаренко ] // Учительская газета, 2002, № 23
- Кумарин В. В. Макаренко и «госстандарт». Из истории «государственного образовательного стандарта» // УГ, 2002, № 24
- Кумарин В. В. Воспитание и школьное здание // Учительская газета, 2002, № 26
- Кумарин В. В. Аксиомы Коменского. Научная экскурсия по «Великой дидактике» // Учительская газета, 2002, № 27
- Кумарин В. В. Концепция Луначарского. Откуда и как она «есть пошла» // Учительская газета, 2002, № 30
- Кумарин В. В. Воспитывать словами — черпать воду решетом. Размышления об образовательной концепции Луначарского // Учительская газета, 2002, № 33

## Отклики и упоминания
- Памяти Валентина Васильевича Кумарина // Народное образование, осень 2002 г.
- Альберт Кулик. Российское образование: в плену противоестественной методологии // Новые знания, 10.05.2012 — один из откликов на выступления проф. В. В. Кумарина.
- Северов В. Г. История развития педагогической мысли: от древнего мира до современной профессиональной подготовки практико-ориентированных специалистов малого бизнеса [] : монография [Гриф Научно-методического совета по профессионально-педагогическому образованию] / Валерий Геннадьевич Северов; [Иркут. политехн. колледж]. — Иркутск : Глаза Мира, 2010. — 192 с. : портр. — Библиогр.: с. 190—192. — (в пер.) : 180.00 р. (в числе примерно полусотни известных педагогов разных времён упоминается проф. В. В. Кумарин и его труды).
- Хиллиг, Гётц. В поисках истинного Макаренко. Русскоязычные публикации (1976—2014). Полтава: ПНПУ им. В. Г. Короленко. Издатель Шевченко Р. В., 2014 г. 778 с. ISBN 978-966-8798-39-9. (обложка и оглавление книги). Автора (Г. Хиллига) и В. В. Кумарина долгие годы связывали общие интересы в макаренковедении, знание языков (Г. Хиллиг очень неплохо знал русский и украинский, а В. Кумарин — немецкий). В целом ряде статей упомянутого сборника приводятся ссылки на исследования и встречи с В. В. Кумариным, а одна из статей за 2002 г. посвящена «Светлой памяти Валентина Кумарина» (с. 435).
- Хиллиг, Гётц. Дополнительные штрихи к портрету А. С. Макаренко // в сб. В поисках истинного Макаренко. Русскоязычные публикации (1976—2014). Полтава: ПНПУ им. В. Г. Короленко. Издатель Шевченко Р. В., 2014 г. 778 с. ISBN 978-966-8798-39-9. С. 99-101. Подробно упоминается об обстоятельствах знакомства В. В. Кумарина и Г. С. Салько и начала их сотрудничества по разбору архива А. С. Макаренко.
- О наличии писем Л. В. Конисевича А. С. Макаренко и В. В. Кумарину // РГАЛИ (самих писем в сети нет).